# Отбертини
Отбертините или Обертенгите (Otbertiner, Obertenghi) са благородническа фамилия от Северна Италия. Името си получават от Оберто I (Oberto I, Отберт I), граф на Милано и Луни, първият маркграф на Източна Лигурия (или Marca Obertengha, „marca Januensis“ или Генуеска марка, заради неговата столица Генуа).

## Родословен списък
1. Адалберт I, граф 900; ∞ NN
  1. Оберто I, † пр. 15 октомври 975, пфалцграф на Италия, маркграф; ∞ NN
    1. Оберто II, † сл. 1014/21, пфалцграф на Италия, маркграф на Милано, Тортона и Генуа; ∞ I NN; ∞ II Райленда, дъщеря на граф Рипранд
      1. Хуго (Уго), † 26 януари сл. 1037, маркграф на Милано, граф на Генуа; ∞ Гизела от Бергамо, дъщеря на граф Гизелберт II
      2. Алберто Ацо I, * 970, † пр. 1018, маркграф на Милано; ∞ Аделе
        1. Аделе; ∞ Аледрам II, маркграф на Салуцо, † пр. 1055
        2. Алберто Ацо II д’Есте, * 997, † 1096/97, маркграф на Милано; ∞ I Кунигунда от Алтдорф, дъщеря на граф Велф II (Велфи); ∞ Гарсенда от Мейн, дъщеря на граф Хериберт I (Втори дом Мейн); ∞ III Матилда, сестра на Вилхелм, епископ на Павия (Алерамиди)

      3. Берта, † 29 декември 1037; ∞ I Ардуин от Иврея, крал на Италия, † 1015; ∞ II Оделрик Манфред II, маркграф на Торино, † 1034/35 (Ардуини)
      4. Адалберт IV, † 1034; ∞ Аделаида, дъщеря на граф Бозон
        1. Адалберт V

      5. Гвидо, † 1037

    2. Адалберт II, † пр. март 1000, граф; ∞ NN – Прародител на домовете Маса-Карара (Чибо-Маласпина), Пароди Лигуре, Маласпина и Палавичини
      1. Отберт III
      2. Адалберт VI
      3. Берта; ∞ Ланфранк, граф на Пиаченца
      4. Гизела (вер. дъщеря на Адалберт III); ∞ маркграф Анселм I (Алерамиди)

    3. Адалберт III, † 1002/11, Graf; ∞ NN
      1. Гизела (вер. дъщеря на Адалберт II); ∞ маркграф Анселм I (Алерамиди)